# Fem
|  | Per a altres significats, vegeu «FEM». |

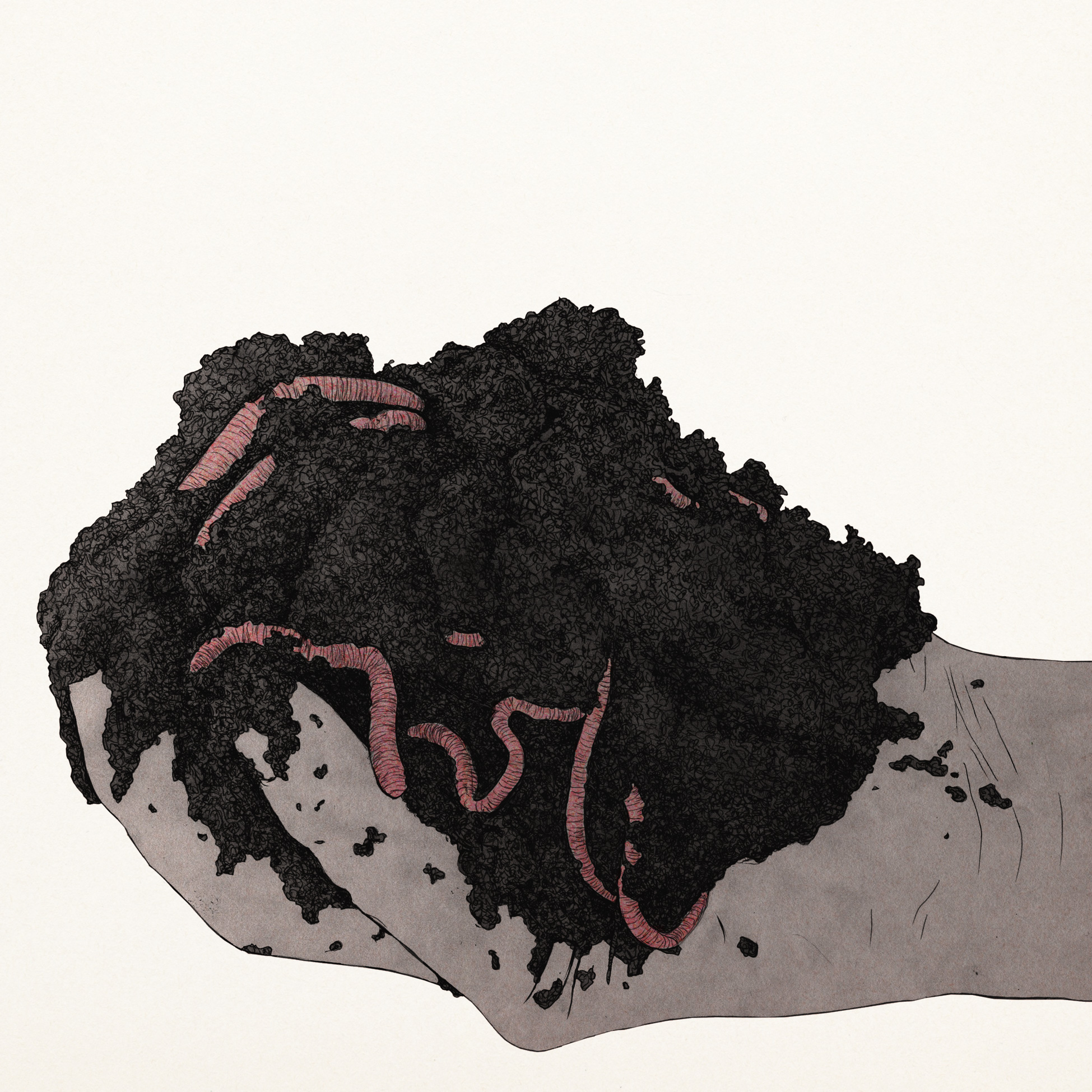
Fems en la mà d'un agricultor.

El fem o els fems (usat generalment en plural) són el producte constituït per una barreja d'excrements d'animals domèstics i de restes del seu jaç (usualment palla), descomposta per la fermentació, i que s'utilitza com a adob o fertilitzant orgànic. Els fems poden tenir una consistència més sòlida o més líquida, en funció sobretot de si incorporen o no les restes de jaç. Als fems líquids se'ls anomena normalment purins, mentre que el terme "fems" se sol usar per a referir-se als fems sòlids. El lloc on s'emmagatzemen els fems s'anomena femer.
Els fems líquids de porc sense barreja del jaç s'anomenen purins o "suc", i tenen un contingut aproximat del 2 kg/tona de nitrogen, 0,5 de fòsfor i 3 kg/tona de potassi que és d'una tercera a una vuitena part dels fems obtinguda amb jaç, i pot donar problemes per sobredosificació.
La xisca són excrements que s'usen per a femar la terra (cast. zulla, estíércol).
El guano és un fem obtingut de l'acumulació de les dejeccions d'aus silvestres o de ratpenats en coves.
Els fems humans s'utilitzen a través del buidat de les aigües negres procedents de fosses sèptiques o clavegueres, i sovint es fan servir en forma d'aigües negres per a regar.
Els usos dels fems són els d'adob i més recentment per produir biogàs (principalment gas metà) com una forma d'obtenir combustible per a la generació d'energia calorífica i/o elèctrica. En agricultura ecològica el fem és el principal adob utilitzat. En forma d'adob es tracta principalment de matèria orgànica amb escassedat de concentració de minerals; especialment és pobre en fòsfor (per raons biològiques). La composició és molt variable, ja que d'una banda depèn de l'espècie animal i de l'altra de les condicions d'obtenció i conservació. Entre els més rics en elements nutritius hi ha el de l'aviram (la gallinassa, colomina) seguits pel d'ovella (xerri) i a més distància pel de vaquí i porc.
El fem té un efecte d'increment de l'activitat biològica dels microorganismes del sòl i millora les condicions físiques de manera que incrementa la capacitat d'emmagatzemar aigua i millora l'estructura tant en terrenys sorrencs com en argilosos.